# Божидар Станар
Божидар Божо Станар (Вучетић, 1935 — Рогатица, 3. април 2019) био је књижевник.

## Биографија
Рођен је у Вучетићима код Горажда. Основну школу завршио је у Чајничу, а нижу релну гимназију у Рогатици. Дипломирао је на Економском факултету у Београду, 1962. године. Свој радни вијек провео је у Сарајеву, Београду и Горажду радећи на руководећим мјестима. У мају 1992. године, са породицом се доселио у Рогатицу.